# Netrabahadur Thapa

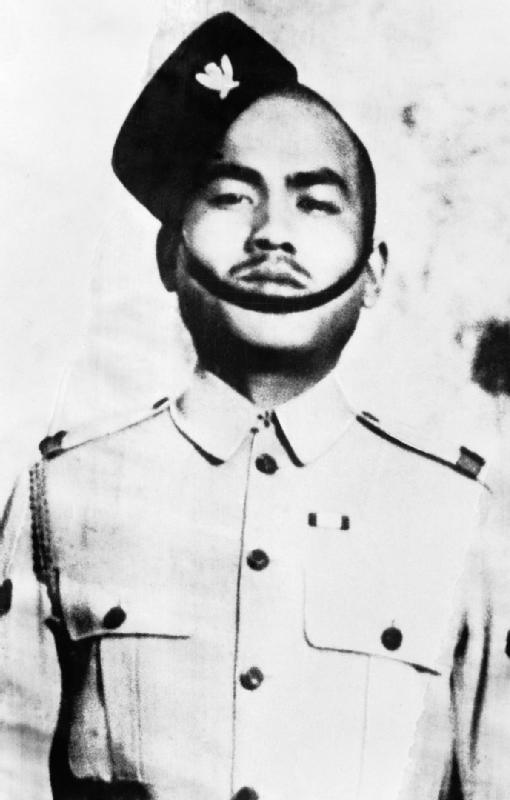
Jemadar Netrabahadur Thapa

Netrabahadur Thapa (nepali: नेत्रबहादुर थापा), född den 8 januari 1916, stupad i strid den 26 juni 1944, var en jemadar vid 5th Royal Gurkha Rifles, Brittisk-indiska armén. Han belönades postumt med Viktoriakorset när han som chef för en isolerad postering i Manipur ledde ett anfall mot en överlägsen fientlig styrka varvid han stupade.